# Apocalypse, la 2e Guerre mondiale
Apocalypse, la 2e Guerre mondiale (Apocalipse: Redescobrindo a Segunda Guerra Mundial, no Brasil; Apocalipse da Segunda Guerra Mundial, em Portugal) (2009) é um documentário francês em seis episódios por Daniel Costelle e Isabelle Clarke sobre a Segunda Guerra Mundial. Foi transmitido pela primeira vez de 20 de agosto em 20 e 27 de agosto e 3 de setembro no canal francófono belga RTBF, depois em 23 e 30 de agosto e em 6 de setembro no canal suíço TSR e finalmente de 8 de setembro de 2009 a 22 de setembro foi transmitido no canal France 2. Em Portugal e no Brasil é exibido pelo canal por assinatura National Geographic Channel. Foi também exibido em Portugal pelo canal público RTP1.
O documentário é composto exclusivamente de filmagens reais da guerra realizadas por correspondentes de guerra, soldados, integrantes da resistência e civis.
Os filmes a preto e branco foram colorizados com exceção das cenas do Holocausto, que são apresentadas com o preto e branco original.

## Episódios
| 1. A Agressão Nazista (Aggression) - (1933–1939) - a ascensão do nazismo e a campanha polaca                                                                      |
| 2. A Guerra Relâmpago (Crushing Defeat) - (1939–1940) - a queda de Dunquerque, a campanha na França e a Batalha da Grã-Bretanha                                   |
| 3. Pesadelo Alemão (Shock) - (1940–1941) - a invasão da Jugoslávia, a Batalha da Grécia e a Batalha de Creta, Operação Barbarossa, a Guerra do Deserto            |
| 4. Momentos Decisivos (The World Ablaze) - (1941–1942) - na URSS: Operação Fall Blau. No Pacífico: Pearl Harbor, Midway e Guadalcanal                             |
| 5. O Dia D (The Noose) - (1942–1943) - os primeiros contratempos do Eixo: a batalha de Estalinegrado, El-Alamein, Tunísia, a campanha italiana e Kursk            |
| 6. O Apocalipse (Inferno) - (1944–1945) - a libertação da França, os ataques aéreos e a invasão da Alemanha, os bombardeamentos nucleares no Japão e sua rendição |

Algumas das pessoas documentadas na série:
- Rose Gowlland – Vídeo-metragem de uma pequena criança britânica que tinha apenas 1 ano de idade quando começou a guerra.
- Gaston Sirec – Um motorista de caminhão que foi preso num stalag quando a Alemanha ocupou a França, que escreve para a esposa ocasionalmente.
- Ten. August Graf Kageneck – Um comandante de tanques alemão que personifica um típico soldado da Wehrmacht que escreve no seu diário ou para sua mãe.